# Karol II (Brunszwik)
Karol II (ur. 30 października 1804 w Brunszwiku, zm. 18 sierpnia 1873 w Genewie) – niemiecki książę Brunszwiku-Lüneburga  z dynastii Welfów w latach 1815–1830, jako Karol IV książę oleśnicki w latach 1815–1826.
Syn Fryderyka Wilhelma, księcia Brunszwiku-Lüneburga i Marii Elżbiety Badeńskiej (1782–1808). W 1826 odstąpił swoje prawa do księstwa oleśnickiego młodszemu bratu, Wilhelmowi.